# Praktdräkt

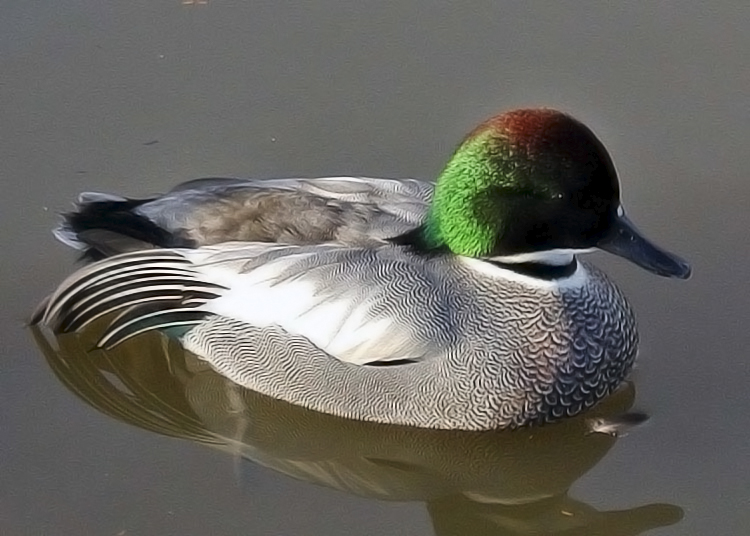
Praktand (Anas falcata) som just fått sitt svenska namn på grund av sin mycket distinkta praktdräkt.

Praktdräkt är en fjäderdräkt som adulta hanar bland ett antal fågelarter, speciellt änder  men även några vadare, anlägger vid häckningstid. Begreppet används på grund av en mer komplicerad ruggningscykel varför man oftast inte talar om sommardräkt eller vinterdräkt hos dessa fåglar. Praktdräkten är extra färggrann och distinkt tecknad, precis som hos många andra arters häckningsdräkter, men bärs under senhösten, vintern och våren och inte på sommaren. Efter parningen, under sommaren, ruggar dessa fåglar till en mindre distinkt fjäderdräkt, en så kallad eklipsdräkt som ger extra kamouflage. 